# Association des opérateurs télécoms alternatifs
L’Association des Opérateurs Télécoms Alternatifs (AOTA) est une association loi de 1901, créée en 2017, qui réunit les opérateurs télécoms commerciaux se définissant comme “alternatifs” et agissant au niveau régional.
En 2022, elle compte près de 40 adhérents et elle est également membre de l'ECTA, l'association européenne des opérateurs télécoms alternatifs.
Elle déclare représenter l’équivalent de 1 500 emplois directs dans la filière française des télécoms pour un chiffre d’affaires cumulé de plus de 230 millions d’euros soit près de 2 % du marché français des entreprises de télécom.

## Historique
L’association est créée en mars 2017 ,  pour fédérer les opérateurs commerciaux régionaux de détail, qui estiment ne pas être assez écoutés au sein des fédérations existantes (la Fédération française des télécoms et la Fédération des Industriels des Réseaux d'Initiative Publique, devenue InfraNum) dans lesquelles sont présents les principaux opérateurs commerciaux nationaux (Orange, Bouygues Telecoms, SFR et Free). L’association comptait 22 membres fondateurs lors de sa création répartis dans la majorité des régions françaises.
Les premières actions sont destinées à contraindre Orange, opérateur disposant des infrastructures de génie civil et réseau cuivre historique, à améliorer les conditions faites aux opérateurs alternatifs. Elle a également saisi les autorités de concurrence, sur les problèmes d’accès au marché de la fibre optique mutualisée (FttH) en gros à destination des professionnels, dominé par Orange,. La plainte de l’AOTA contre Orange devant l’Autorité de la concurrence a donné lieu à une enquête à grande échelle, qui a débouché sur une procédure pour abus de position dominante de l’opérateur historique sur le réseau fibre ,.
Elle est intervenue en 2021 pour demander une meilleure régulation de l’opérateur historique, sur sa mission de service public, à la suite de la panne des numéros d’appel d’urgence, en juin 2021.

## Gouvernance
L’AOTA est présidée par Sylvain Trincal, Directeur Général Adjoint Lasotel, qui a succédé à Jean-Louis Mélin, izarLink, Bruno Veluet, dirigeant de l’opérateur Leonix, et David Marciano, dirigeant de l’opérateur Adenis et cofondateur de l’AOTA.